# Parornix szocsi
Parornix szocsi är en fjärilsart som först beskrevs av László Anthony Gozmány 1952.  Parornix szocsi ingår i släktet Parornix och familjen styltmalar.
Artens utbredningsområde är:
- Österrike.
- Tjeckien.
- Slovakien.
- Ungern.
- Italien.
- Kazakstan.
- Rumänien.
- Spanien.
- Ukraina.

Inga underarter finns listade i Catalogue of Life.